# Tyrannobdella rex
A Tyrannobdella rex é uma espécie amazônica de sanguessuga que teria, dentre outras membranas mucosas, a tendência de viver em narinas humanas. Possui mandíbula de oito dentes grandes e genitália diminuta. 